# وارتبورگ ۵۴۷۸
سیارک ۵۴۷۸ (به انگلیسی: 5478 Wartburg، نامگذاری:1989UE4) پنج هزار و چهارصد و هفتاد و هشتمین سیارک کشف شده‌است که در ۲۳ اکتبر ۱۹۸۹ کشف شد.
قدر مطلق سیارک برابر ۱۳٫۰۰ است.